# 蓑部雄崇
蓑部 雄崇（みのべ ゆたか、1972年10月7日 - ）は、日本の作曲家、編曲家。

## 来歴
1996年、セガに入社し、ゲーム音楽を手がける。後にセガを退社し、ウェーブマスターに所属。『遊☆戯☆王デュエルモンスターズGX』以降、『遊☆戯☆王』シリーズで3作に渡り音楽を提供した。現在はデルファイサウンドに所属している。

## 担当作品
※作品名以外に記述がないものは個人での担当、または詳細が不明なもの。

### テレビアニメ
- 陸奥圓明流外伝 修羅の刻（2004年）
- 遊☆戯☆王デュエルモンスターズGX （2004 - 2008年）
- 吟遊黙示録マイネリーベ（2004 - 2005年）
- シュガシュガルーン（2005 - 2006年・連名）
- 遊☆戯☆王5D's （2008 - 2011年・連名）
- タユタマ -Kiss on my Deity（2009年・連名）
- 遊☆戯☆王ZEXAL（2011 - 2014年）（第10話〜・連名）

### ゲーム作品
- あつまれ!ぐるぐる温泉（1999年）(連名)
- エターナルアルカディア（2000年）
- サクラ大戦3 〜巴里は燃えているか〜（2001年・連名）
- スペースチャンネル5 パート2（2002年・連名）
- パンツァードラグーン オルタ（2002年・連名）
- Shinobi（2002年・連名）
- 鬼武者 無頼伝（2003年・連名）
- ソニック ヒーローズ（2003年・連名）
- Kunoichi -忍-（2003年・連名）
- ドラゴントレジャー（2003年）
- シャドウ・ザ・ヘッジホッグ（2005年・連名）
- RULE of ROSE（2006年）
- ヨッシーアイランドDS（2006年）
- ナイツ ～星降る夜の物語～（2007年・連名・編曲のみ）
- ソニックと暗黒の騎士（2009年・連名・編曲のみ）
- 王様物語（2009年）
- たたいて弾む スーパースマッシュボール・プラス（2010年）
- ソニック ジェネレーションズ（2011年・連名・編曲のみ）
- マリオ&ソニック AT ロンドンオリンピック（2011年）
- リズム怪盗R 皇帝ナポレオンの遺産（2012年・連名・編曲のみ）
- ソニック ロストワールド（2013年・連名・編曲のみ）
- マリオ&ソニック AT ソチオリンピック（2013年）
- マリオ&ソニック AT リオオリンピック（2016年）
- ドラえもん のび太の牧場物語（2019年）

### 劇場公開作品
- 10thアニバーサリー 劇場版 遊☆戯☆王 〜超融合!時空を越えた絆〜（2010年・連名）
- 遊☆戯☆王 THE DARK SIDE OF DIMENSIONS（2016年・連名）

### その他
- THE WORKS（2009年・連名・編曲のみ）
- 月ノ美兎『それゆけ!学級委員長』（2020年・連名・編曲のみ）[1]